# Danaea media
Danaea media là một loài dương xỉ trong họ Marattiaceae. Loài này được Liebm. mô tả khoa học đầu tiên năm 1849.